# Guerre pirriche
Le Guerre pirriche furono un conflitto che vide tra il 280 a.C. ed il 275 a.C. la Repubblica romana affrontare l'esercito del re epirota, Pirro,  a capo di una coalizione greco-italica. Ebbero luogo nell'Italia meridionale e coinvolsero anche le popolazioni italiche del posto.
Generata dalla reazione di Taranto, città della Magna Grecia, all'espansionismo romano, la guerra coinvolse presto anche la Sicilia greca e Cartagine. Dopo alterne vicende, i Romani riuscirono alla fine a battere Pirro, costretto a lasciare definitivamente l'Italia; l'esito fu l'egemonia romana sull'intera Magna Grecia.

## Contesto storico

### Roma
Dopo il superamento del pericolo costituito dalla presenza delle popolazioni galliche a Nord, temporaneamente respinte grazie alla battaglia dell'Aniene, le vittorie su Volsci ed Equi e gli accordi stipulati con Etruschi e Latini, Roma poté avviare, nella seconda metà del IV secolo a.C., un intenso processo di espansione verso il Meridione della penisola italica. La vittoria romana nelle tre guerre sannitiche (343-341; 326-304; 298-290 a.C.) e nella guerra latina (340 a.C.-338 a.C.) assicurò dunque all'Urbe il controllo di buona parte dell'Italia centro-meridionale; le strategie politiche e militari attuate da Roma - quali la fondazione di colonie di diritto latino, la deduzione di colonie romane e la costruzione della via Appia - testimoniano la potenza di tale spinta espansionistica verso Sud. L'interesse per il dominio territoriale non era infatti una semplice prerogativa di alcune famiglie aristocratiche, tra cui la gens Claudia, ma investiva tutta la scena politica romana, e a esso aderiva l'intero senato assieme alla plebe. A sollecitare l'avanzata verso Sud erano infatti interessi di tipo economico e culturale; a frenarla contribuiva invece la presenza di una civiltà, quella della Magna Grecia, ad alto livello di organizzazione, militarmente, politicamente e culturalmente capace di resistere all'espansione romana.

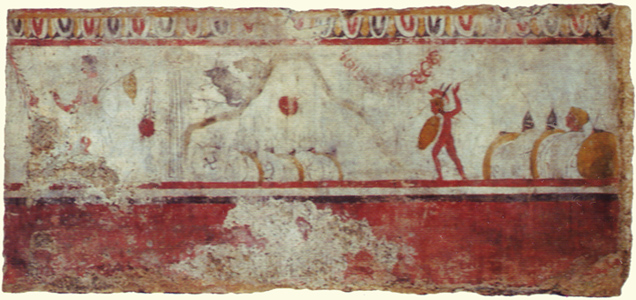
Raffigurazione pittorica di età romana che rappresenta la battaglia delle Forche Caudine (321 a.C.), in cui i Sanniti sconfissero duramente l'esercito romano.

#### Avvicinamento alla Magna Grecia
La strategia romana si basava dunque sulla capacità di rompere i legami di solidarietà tra popoli diversi o tra città, in modo tale da indebolire le capacità di resistenza dei nemici: a tale fine puntavano le deduzioni coloniarie in terra straniera (Luceria nel 315 o 314; Venusia nel 291 a.C.) e l'avanzamento verso Sud della via Appia. A tali processi, che non erano direttamente rivolti verso i centri della Magna Grecia, aveva contribuito in particolare l'opera di Appio Claudio Cieco, che, caratterizzato da una forte sensibilità verso la società greca, fu tra i primi ad intendere la fusione tra di essa e il mondo romano come un'occasione di profondo arricchimento per l'Urbe. Egli si era reso, in particolare, interprete delle esigenze della plebe urbana, interessata a intessere rapporti commerciali con i mercanti greci e oschi.
Durante e subito dopo le Guerre sannitiche, Roma mantenne un atteggiamento ambiguo nei confronti dei popoli italici più meridionali, i Lucani, che ora appoggiò ora osteggiò secondo le convenienze del momento. Intorno al 303 a.C. siglò un trattato con i Lucani, incoraggiandone le aspirazioni contro Taranto, salvo accordarsi anche con la stessa città greca e sostenerne indirettamente la lotta contro gli Italici. Il doppio gioco era motivato dalla volontà di includere comunque i Lucani nella propria rete diplomatica, in quel momento tutta tesa a piegare i Sanniti, ma senza che veri interessi comuni propiziassero legami più forti. Rispetto all'ordinamento che Roma stava dando alla Penisola, l'assetto dei territori occupati dai Lucani rimase in uno stato fluido, basato su semplici alleanze, fino alle guerre puniche.
Non è possibile determinare con precisione quali fossero i rapporti commerciali che univano Roma con i centri della Magna Grecia, ma risulta probabile una certa compartecipazione di interessi commerciali tra l'Urbe e le città greche della Campania, testimoniata dall'emissione, a partire dal 320 a.C., di monete romano-campane. Non è tuttavia chiaro se tali intese commerciali siano state il fattore o il prodotto delle guerre sannitiche e dell'espansione romana verso Meridione, e non è dunque possibile determinare quale sia stato l'effettivo peso dei negotiatores nella politica espansionistica, almeno fino alla seconda metà del III secolo a.C. A determinare la necessità di un'espansione territoriale verso Sud erano, però, anche le esigenze della plebe rurale, che richiedeva nuove terre coltivabili che l'espansione nell'Italia centrale e settentrionale non era bastata a procurare.
Lo sviluppo economico che interessò l'Urbe tra IV e III secolo a.C. portò, comunque, ad un progressivo avvicinamento di Roma all'area magnogreca, ed ebbe, dunque, anche pesanti ripercussioni sugli aspetti istituzionali, culturali e sociali della vita nell'Urbe. Il contesto culturale romano fu fortemente influenzato dalla penetrazione della filosofia pitagorica, presto accettata dalle élite aristocratiche, e dal contatto con la storiografia greca, che modificò profondamente la produzione storiografica romana. Contemporaneamente, lo sviluppo economico favorì l'elevazione politica e sociale di una parte della classe plebea e portò alla scomparsa o all'attenuazione delle antiche forme di subordinazione sociale, come la schiavitù per debiti, garantendo dunque una maggiore mobilità sociale che causò la nascita del proletariato urbano: essa comportò a sua volta un forte aumento della popolazione di Roma, favorì la costruzione di nuove strutture nella città e modificò profondamente gli equilibri sociali.
Al periodo tra il IV secolo e il III secolo a.C. risalgono infine alcuni mutamenti nelle istituzioni militari: al tradizionale schieramento oplitico-falangitico basato sulla centuria, si sostituì l'ordinamento manipolare, che rendeva più agile e articolato l'impiego tattico della legione romana. Contemporaneamente, alla suddivisione delle milizie secondo la classe di appartenenza, prevista dall'ordinamento serviano, si sostituì quella secondo il criterio dell'anzianità, e la base del reclutamento fu allargata, per la prima volta tra il 281 e il 280 a.C., anche ai proletari.

### Magna Grecia

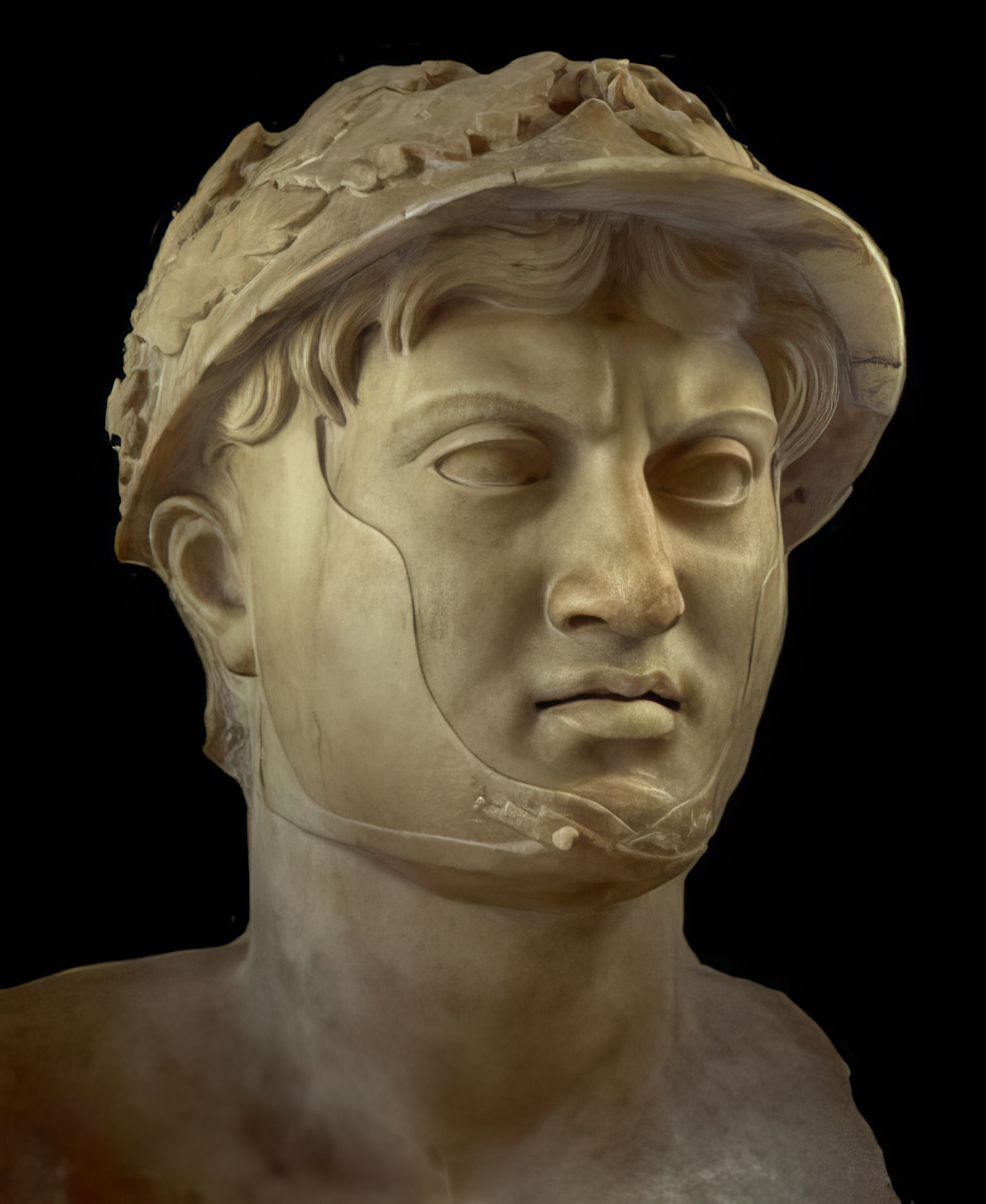
Busto di Pirro di epoca romana, dal Museo Archeologico Nazionale di Napoli.

A partire dalla seconda metà del IV secolo a.C., le città della Magna Grecia cominciarono lentamente a tramontare sotto i continui attacchi delle popolazioni sabelliche di Bruzi e Lucani. Le città più meridionali, tra cui Taranto era la più importante grazie al commercio con le popolazioni dell'entroterra e la Grecia stessa, furono più volte costrette a chiedere soccorso a condottieri provenienti dalla madrepatria greca, come Archidamo III di Sparta negli anni 342-338 a.C. o Alessandro il Molosso negli anni 335-330 a.C., per difendersi dagli attacchi dalle popolazioni italiche che, con la nuova federazione dei Lucani, alla fine del V secolo a.C. si erano espanse fino alle coste del Mar Ionio. Nel corso di queste guerre i Tarantini, nel tentativo di far valere i propri diritti sull'Apulia, stipularono un trattato con Roma, di consueto collocato nell'anno 303 a.C. ma forse risalente già al 325 a.C., secondo il quale alle navi romane non era concesso di superare ad Oriente il promontorio Lacinio (oggi capo Colonna, presso Crotone). La successiva alleanza di Roma con Napoli nel 327 a.C. e la fondazione della colonia romana di Luceria nel 314 a.C. preoccuparano non poco i Tarantini che temevano di dover rinunciare alle loro ambizioni di conquista sui territori dell'Apulia settentrionale a causa dell'avanzata romana.

#### L'inizio della decadenza
Nuovi attacchi da parte dei Lucani costrinsero, ancora una volta, i Tarantini a chiedere aiuto ai mercenari della madrepatria: fu ingaggiato questa volta un certo Cleonimo di Sparta (303-302 a.C.), che fu, però, sconfitto dalle popolazioni italiche, forse sobillate dagli stessi Romani. Il successivo intervento di un altro paladino della grecità, Agatocle di Siracusa, portò di nuovo l'ordine nella regione con la sconfitta dei Bruzi (298-295 a.C.), ma la fiducia dei Greci delle piccole città dell'Italia meridionale in Taranto e Siracusa iniziò a svanire a vantaggio di Roma, che nel contempo si era alleata con i Lucani ed era risultata vittoriosa a settentrione su Sanniti, Etruschi e Celti (vedi terza guerra sannitica e guerre tra Celti e Romani).
Morto Agatocle di Siracusa nel 289 a.C., i Lucani, un tempo alleati di Roma, si ribellarono insieme ai Bruzi ed iniziarono ad avanzare nel territorio di Thurii devastandolo; gli abitanti della città, consci della propria debolezza inviarono due ambasciate a Roma per chiedere aiuto, la prima nel 285 a.C. e poi nel 282 a.C..
Solo in questa seconda circostanza Roma inviò il console Gaio Fabricio Luscino il quale, posta una guarnigione a Thurii, avanzò contro i Lucani sconfiggendo il loro principe Stenio Stallio, come riportano i Fasti triumphales.. A seguito di questo successo, le città di Reggio, Locri e Crotone chiesero di essere poste sotto la protezione di Roma la quale inviò una guarnigione di 4 000 uomini a presidio di Reggio: Roma si proiettava, ormai, verso il Meridione d'Italia.

## Casus belli

### La provocazione dei Romani
L'aiuto accordato da Roma a Thurii fu visto dai Tarantini come un atto compiuto in violazione dell'accordo che le due città avevano firmato diversi anni prima: sebbene le operazioni militari romane fossero state compiute per via di terra, Thurii gravitava pur sempre sul golfo di Taranto, a nord della linea di demarcazione stabilita presso il capo Lacinio; Taranto temeva dunque che il suo ruolo di patronato nei confronti delle altre città italiche venisse meno.
Roma, tuttavia, in aperta violazione degli accordi, forse per la forte pressione esercitata dai negotiatores o forse perché gli accordi stessi erano ritenuti decaduti, nell'autunno del 282 a.C. inviò una piccola flotta duumvirale composta da dieci imbarcazioni da osservazione nel golfo di Taranto che provocò i tarantini; le navi, guidate dall'ammiraglio Lucio Valerio Flacco o dall'ex console Publio Cornelio Dolabella, erano dirette a Thurii o verso la stessa Taranto, con intenzioni amichevoli. I Tarantini, che stavano celebrando in un teatro affacciato sul mare delle feste in onore del dio Dioniso, in preda all'ebbrezza, scorte le navi romane, credettero che esse stessero avanzando contro di loro e le attaccarono: ne affondarono quattro e una fu catturata, mentre cinque riuscirono a fuggire; tra i Romani catturati, alcuni furono imprigionati, altri mandati a morte.
Dopo l'attacco alla flotta romana, i Tarantini, resisi conto che la loro reazione alla provocazione romana avrebbe potuto condurre alla guerra e convinti dell'atteggiamento ostile di Roma, marciarono contro Thurii, che fu presa e saccheggiata; la guarnigione che i Romani avevano posto a tutela della città ne fu scacciata assieme agli esponenti dell'aristocrazia locale.

### L'oltraggio di Filonide
Gli avvenimenti subito successivi all'attacco tarantino testimoniano la cautela e l'accortezza del gruppo dirigente romano,  che, pur senza sottovalutare la situazione, preferì tentare un'azione diplomatica piuttosto che muovere subito guerra a Taranto: da Roma, non appena si ebbe notizia di quanto era accaduto, si decise infatti di inviare a Taranto un'ambasceria guidata da Postumio, per chiedere la liberazione di coloro che erano stati fatti prigionieri, il rimpatrio dei cittadini aristocratici espulsi da Thurii, la restituzione dei beni a loro depredati e la consegna di coloro che erano responsabili dell'attacco alle navi romane: dal rispetto di tali condizioni sarebbe dipeso il futuro svolgimento delle relazioni tra le due potenze. I diplomatici romani, giunti a Taranto, furono ricevuti non senza riserve nel teatro da cui i Tarantini avevano scorto le navi attraversare il golfo; il discorso di Postumio, tuttavia, fu ascoltato con scarso interesse da parte dell'uditorio, più attento alla correttezza della lingua greca parlata dall'ambasciatore romano che alla sostanza del messaggio. Vittime di risate di scherno da parte dei Tarantini, che si prendevano gioco dell'eloquio scorretto e delle loro toghe dalle fasce purpuree, gli ambasciatori furono condotti fuori dal teatro; nel momento in cui ne stavano uscendo, tuttavia, un uomo chiamato Filonide,  in preda all'ubriachezza, si sollevò la veste e orinò sulla toga degli ambasciatori con l'intento di oltraggiarli. A tale atto, che ledeva il diritto all'inviolabilità degli ambasciatori, Postumio reagì tentando di suscitare lo sdegno della folla dei Tarantini verso il concittadino; tuttavia, accortosi che tutti coloro che erano presenti nel teatro sembravano aver apprezzato l'atto di Filonide, li apostrofò, secondo Appiano di Alessandria, promettendo loro che avrebbero pulito con il sangue la toga sporcata da Filonide, o dicendo, secondo la testimonianza di Dionigi di Alicarnasso, "Ridete finché potete, Tarantini, ridete! In futuro dovrete a lungo versare lacrime!". Detto ciò, gli ambasciatori lasciarono dunque la città di Taranto per rientrare in Roma, dove Postumio mostrò ai concittadini la toga sporcata da Filonide.

### Le conseguenze
Gli ambasciatori giunsero a Roma, senza portare risposte, nel 281 a.C., nei giorni in cui i nuovi consoli, Lucio Emilio Barbula e Quinto Marcio Filippo, entravano in carica; Postumio riferì l'esito della sua ambasceria e l'offesa che aveva subito: i consoli, dunque, convocarono il senato, che si riunì per più giorni dall'alba fino al tramonto, per decidere sul da farsi. Un certo numero di senatori riteneva poco prudente intraprendere una spedizione militare contro Taranto quando le ribellioni dei popoli italici non erano ancora state del tutto sedate, ma la maggior parte preferì che la decisione di dichiarare guerra a Taranto venisse messa subito ai voti: risultarono essere in maggioranza coloro che volevano che Roma si impegnasse all'istante in un'azione militare, e la popolazione ratificò la decisione senatoria.. Lo storico Marcel Le Glay pone l'accento sulle pressioni di una parte dei politici romani e delle grandi famiglie, tra cui la gens Fabia, per l'espansione territoriale di Roma verso il sud Italia.
Lucio Emilio Barbula fu dunque costretto a sospendere temporaneamente la campagna che aveva intrapreso contro i Sanniti e fu incaricato dal popolo di riproporre a Taranto, per salvare la pace, le stesse condizioni proposte da Postumio. I Tarantini, impauriti dall'arrivo dell'esercito consolare romano, si divisero tra coloro che sarebbero stati intenzionati ad accettare le condizioni di pace offerte dai Romani e coloro che avrebbero invece voluto dare inizio alle ostilità.
Barbula cominciò a devastare le campagne circostanti la città, tanto che i Tarantini, consci di non poter affrontare a lungo l'assedio romano, cercarono nuovi aiuti questa volta in Epiro, richiedendo l'intervento del re Pirro. Quest'ultimo, che aveva avuto un'educazione militare dall'allora sovrano di Macedonia, Demetrio I Poliorcete(aveva tra l'altro combattuto, assai giovane, nella battaglia di Ipso), accolta la richiesta di aiuto dei Tarantini, desideroso di ampliare il proprio regno ed incorporare nella propria sfera d'influenza la Magna Grecia, compresa la Sicilia (contesa dai Cartaginesi e dalla città greca di Siracusa) fondando uno stato nell'Italia meridionale, inviò Cinea per comunicare la sua decisione, poco prima che Taranto capitolasse. Pirro non poteva respingere la richiesta di aiuto fatta da Taranto poiché quest'ultima aveva dato un contributo importante per la conquista di Corfù e per la riconquista della Macedonia, persa nel 285 a.C.
Scullard scrive che se Pirro non avesse aderito alla richiesta dei Tarantini, il dissidio tra Taranto e Roma si sarebbe risolto facilmente e velocemente. E invece fu la guerra.

## Forze in campo

### Soldati al seguito di Pirro

#### Gli alleati di Pirro
Dopo aver accettato la richiesta d'aiuto di Taranto, Pirro avanzò richieste di aiuti militari a vari sovrani ellenistici, in quanto l'Epiro era un regno montanaro e da solo non aveva sufficienti mezzi per condurre una lunga e dispendiosa campagna contro Roma. Chiese aiuti ad Antioco I (re del regno seleucide) e ad Antigono II Gonata (figlio di Demetrio I Poliorcete), nonché al re di Macedonia, Tolomeo Cerauno, ai quali chiese sostegno militare, finanziario e marittimo.  In Italia godette anche del supporto di Lucani, Bruzi, Sanniti e Apuli .

#### Macedonia e Grecia
Il re di Macedonia, Tolomeo Cerauno, nel maggio del 280 a.C. inviò in Epiro, secondo Giustino: 5 000 uomini, 4000 cavalieri e 50 elefanti. Alcuni storici rivedono la cifra al ribasso e credono che le reali proporzioni del contingente si limitarono a 5000 fanti, 400 cavalieri e 20 elefanti. Questi erano probabilmente: 2500 falangiti Macedoni, 2000 arcieri e 500 frombolieri barbari, 300 cavalieri Tessali e 100 Macedoni con 20 elefanti indiani, componenti la scorta di Seleuco I, ucciso l'anno precedente dal Cerauno.

#### Epiro
Il re epirota sbarcò in Italia nel 280 a.C. con circa 22400 uomini e 20 elefanti:
- 14500 fanti addestrati alla formazione a falange
- 2400 cavalieri (comprendenti 500 uomini dello Squadrone Reale)
- 2 000 arcieri (Cilici e Misi)
- 500  frombolieri (Cyrti)
- 20 elefanti da guerra indiani

Tra i rinforzi già inviati dall'Epiro al servizio di Taranto, secondo Plutarco ci furono:
- 3 000 peltasti mercenari Etoli, Atamani e Acarnani, giunti al comando di Cinea.[60][63][64]

#### Italioti
Sappiamo che gli Italioti (ovvero i Greci della Magna Grecia, da non confondere con la Sicilia greca) conferirono a Pirro il comando supremo. Tra le promesse che adularono e convinsero il re d'Epiro a giungere in soccorso degli Italioti, fu l'offerta di porsi generale di 350 000 armati e 20 000 cavalieri. I rinforzi effettivamente aggregati furono:
- 3000 opliti ("Scudi Bianchi") e 300 cavalieri  di Taranto, 3 000 peltasti e 300 cavalieri mercenari arruolati tra i Messapi.[60]

Dopo aver lasciato a Taranto il presidio di 3 000 uomini con il suo fidato ambasciatore Cinea, Pirro si spostò verso ovest, accampandosi nei pressi di Heraclea con un esercito forte di circa 25 500 uomini..

### Repubblica romana
I Romani furono costretti a dividersi su due fronti, poiché la guerra etrusca a settentrione non era ancora stata portata a termine. Nel 280 a.C. l'esercito romano del fronte meridionale, schierato contro Pirro, era composto da circa 20 000 armati ed affidato al console di quell'anno Marco Valerio Levino, così suddivisi:
- 2 legioni di cittadini romani e 2 Alae di Socii (alleati italici, che erano posti alle ali dello schieramento), composte ciascuna da 4 200/5 000 fanti[68] per un totale di 16 800 / 20 000 fanti;[69][70]
- 600 cavalieri legionari[68] e 1 800 alleati,[71] pari a 2 400 complessivi.[70]

A questo esercito consolare andrebbe aggiunto un contingente di 4 000 armati, inviato a Reggio nel 280 a.C., a protezione della città alleata.
Per un totale di circa 20 000 uomini, all'incirca pari all'entità dell'esercito di Pirro.

## Fasi del conflitto

### Assedio di Taranto
Si dice che i Tarantini e i loro alleati si vantassero di poter disporre di 350 000 uomini e 20 000 cavalieri reclutati tra Sanniti, Lucani e Bruzi. Nel 281 a.C. le legioni romane, al comando di Lucio Emilio Barbula, entrarono nel territorio si Taranto, malgrado i rinforzi dei Sanniti e dei Messapi. All'indomani della battaglia i Greci chiesero una breve tregua e la possibilità di intavolare delle trattative con i Romani.
I negoziati vennero bruscamente interrotti con l'arrivo a Taranto dell'ambasciatore Cinea che precedeva (o accompagnava) 3 000 soldati, forza d'avanguardia di Pirro posta sotto il comando del generale Milone di Taranto. Il console romano Barbula, che si era spinto nel Metapontino, si ritrovò sotto il tiro delle macchine da guerra delle navi nemiche che erano disposte lungo la costa a presidiare il golfo. Nella battaglia che ne scaturì, Barbula riuscì a subire perdite minori del previsto poiché aveva astutamente disposto sul lato destro della colonna, esposto ai colpi, i prigionieri di guerra.
Il piano di Pirro era quello di aiutare Taranto e respingere i Romani al di là del meridione italiano, per poi iniziare ad espandere la propria influenza in Sicilia e quindi attaccare Cartagine, nemica storica dei greci della Magna Grecia. Così fece nel 278 a.C. aiutando i Siracusani in guerra contro Cartagine. Ma dopo la campagna in Sicilia, fu costretto ad abbandonare il suo progetto, sia per la forte resistenza dei Cartaginesi a Lilibeo, sia perché le città greche sue alleate non riuscivano ad accordarsi fra di loro e non mandarono i contingenti promessi e sia per il malcontento che scatenò sulla popolazione del luogo per la sua avida gestione delle risorse.

#### Gli alleati di Pirro
Dopo aver lasciato l'Epiro, Pirro avanzò richieste di aiuti militari a vari sovrani ellenistici, in quanto l'Epiro era un regno montanaro e da solo non aveva sufficienti mezzi per condurre una lunga e dispendiosa campagna contro Roma. Chiese aiuti ad Antioco I (re del regno seleucide) e ad Antigono II Gonata (figlio di Demetrio I Poliorcete), nonché al re di Macedonia, Tolomeo Cerauno, al quale chiese sostegno finanziario e marittimo. Il re dell'Egitto Tolomeo II promise l'invio di una forza di 4 000 soldati, 5 000 cavalieri e 50 elefanti da guerra destinata a difendere l'Epiro durante la campagna d’Italia. Analogamente, Pirro, reclutò anche altre forze mercenarie, tra cui i cavalieri di Tessaglia e i frombolieri di Rodi.
Nel 280 a.C. Pirro salpò verso le coste italiche ma, durante la traversata, fu sorpreso da una tempesta che arrecò danni alle navi e lo indusse a sbarcare le truppe, probabilmente nei pressi di Brindisi. Era a capo di 28 500 armati e 20 elefanti. Di lì proseguì via terra verso Taranto dove si acquartierò, aiutato dai Messapi.
Dopo aver atteso l'arrivo delle restanti navi, Pirro lasciò a Taranto un presidio di 3 000 uomini con il suo fidato ambasciatore Cinea e si spostò verso sud, accampandosi nei pressi di Heraclea con un esercito forte di circa 25 500 uomini..

#### Tattica dei Romani
I Romani avevano previsto l'imminente arrivo di Pirro e mobilitarono otto legioni. Queste comprendevano circa 80 000 soldati divisi in quattro armate:
- la prima armata, comandata da Barbula, si stanziò a Venosa per impedire ai Sanniti e ai Lucani di congiungersi con le truppe di Pirro;
- la seconda armata fu schierata a protezione di Roma nell'eventualità che Pirro tentasse di attaccarla;
- la terza armata, comandata dal console Tiberio Coruncanio, aveva il compito di attaccare gli Etruschi per scongiurare che si alleassero con Pirro[83];
- la quarta armata, comandata da Publio Valerio Levino, avrebbe dovuto attaccare Taranto ed invadere la Lucania.

Difatti, Levino invase la Lucania ed intercettò Pirro nei pressi di Heraclea, città alleata dei Tarantini, con l'intento di bloccare la sua avanzata verso sud, scongiurando in questo modo una sua alleanza con le colonie greche di Calabria.
Pirro si dispose alla battaglia organizzando una "falange articolata" con divisioni di fanteria leggera fra i falangiti, per renderla più mobile sul collinoso territorio italiano, e gli elefanti a sostegno della fanteria.

### La prima sconfitta romana ad Eraclea (280 a.C.)

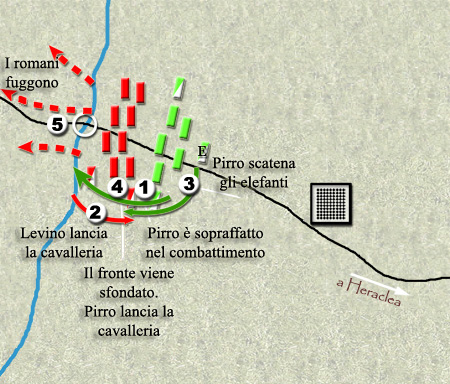
Seconda fase della battaglia di Eraclea.

Il primo scontro tra gli Epiroti ed i Romani avvenne in Basilicata, nella piana di Eraclea (presso l'odierna Policoro), nello stesso 280 a.C. Nonostante la sorpresa di trovarsi di fronte gli elefanti, animali mai visti in precedenza, i Romani ressero bene l'urto fino a sera, anche se la battaglia alla fine si risolse con una sconfitta in cui ne morirono 7 000 (circa un terzo, dei 20 000 iniziali) e 1 800 furono fatti prigionieri. Pirro lasciò invece sul campo 4 000 armati dei 25 000 iniziali: troppe perdite per il contingente epirota, che difficilmente poteva ottenere rinforzi al contrario di Roma che poteva reclutare in fretta nuove truppe; ma, fortunatamente per Pirro, queste perdite vennero rimpiazzate dai soldati di Lucani, Bruzi e Messapi, assieme ad alcuni rinforzi mandati dalle città greche (Crotone, Locri Epizefiri) che alla notizia della vittoria decisero di unirsi a lui.

#### Tentativi di ribellioni di Pirro tra gli alleati dei Romani
Dopo la battaglia, sembrò finalmente cementarsi quell'intesa tra Greci ed Italici in funzione antiromana, che parte dell'aristocrazia tarentina si augurava da tempo. Rinforzi provenienti dalla Lucania e dal Sannio si unirono all'esercito di Pirro. Anche i Bruzi si ribellarono. Le città greche d'Italia si allearono con Pirro e a Locri fu cacciata la guarnigione romana. Una scelta analoga sembra si verificò nella stessa Crotone poco dopo. A Reggio, ultima posizione della costa ionica ancora controllata da Roma, il pretore campano Decio Vibellio, che comandava la guarnigione cittadina, massacrò una parte degli abitanti, cacciò i restanti e si proclamò amministratore della città, ribellandosi all'autorità di Roma.
Pirro aveva appreso che il console Levino sostava a Venosa, impegnato ad assicurare le cure ai feriti e a riorganizzare l'esercito in attesa di rinforzi, mentre il console Coruncanio era impegnato in Etruria. Pertanto avanzò verso Roma con l'intento di spingere i suoi alleati alla ribellione e di sorreggere gli Etruschi contro Coruncanio. Durante l'avanzata deviò su Napoli con l'intento di prenderla o di indurla a ribellarsi a Roma. Il tentativo fallì e comportò una perdita di tempo che giocò a vantaggio dei Romani: quando giunse a Capua la trovò già presidiata da Levino. Proseguì allora verso Roma devastando la zona del Liri e di Fregellae giungendo così ad Anagni e forse anche a Preneste. Qui ebbe sentore di una manovra a tenaglia progettata dai Romani: gli Etruschi avevano appena concluso la pace, liberando le forze di Coruncanio, che ora stavano muovendo dal nord dell'Etruria contro di lui. Consapevole di non disporre di forze sufficienti per affrontare le armate di Coruncanio, di Levino e di Barbula, decise di ritirarsi.

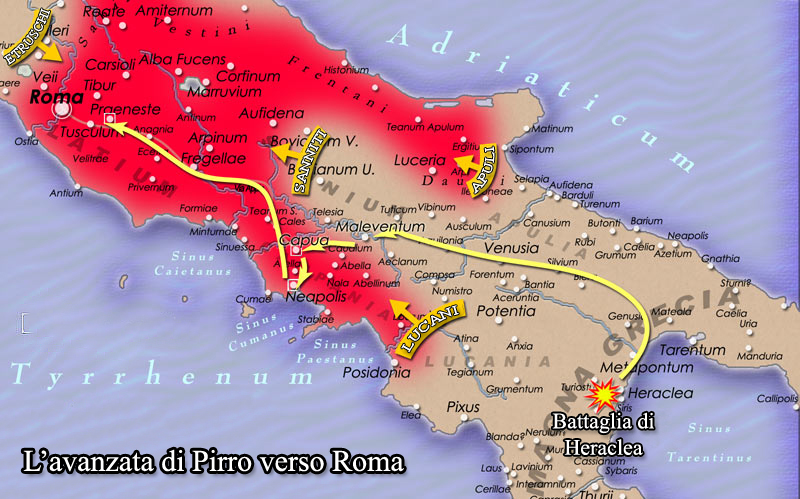
L'avanzata di Pirro verso Roma (280 a.C.)

#### Proposta di tregua
In seguito, Gaio Fabricio Luscino venne inviato come ambasciatore presso Pirro per trattare lo scambio dei prigionieri. Pirro fu favorevolmente attratto dalle qualità dell'ambasciatore, il quale non si piegò ad essere corrotto dal re epirota che gli offrì la quarta parte del suo regno. Il re epirota, non avendo ottenuto ciò che voleva da Fabricio, inviò a sua volta a Roma, il suo fidato consigliere, Cinea, per chiedere la pace, affidandogli anche quei soldati romani fatti prigionieri nella battaglia di Eraclea per i quali non volle alcun riscatto. L'obiettivo del re epirota era di ottenere l'assenso dal Senato romano a mantenere il dominio sui territori meridionali del suolo italico, finora conquistati. Il Senato respinse la richiesta di Pirro e considerò i prigionieri romani "infami", poiché erano stati catturati con le armi in pugno, e perciò allontanati. Questi ultimi avrebbero potuto essere reintegrati nello Stato romano solo nel caso in cui ciascuno di loro avesse consegnato le spoglie di due nemici uccisi.
Pirro, a questo punto, si trovava in seria difficoltà per gli approvvigionamenti: riceverli via mare dall'Epiro era troppo dispendioso. Prelevarli in loco dagli alleati italici gli avrebbe alienato la loro benevolenza e scatenato probabilmente qualche azione di guerriglia a vantaggio dei romani. Il re epirota si risolse così a tentare un accomodamento diplomatico col senato romano. Roma venne minacciata di occupazione se non avesse ritirato il suo esercito al di qua del fiume Garigliano e non avesse smesso di compiere sortite con azioni di guerriglia ai danni di epiroti e di tarantini. Ma l'anziano console Appio Claudio Cieco, capofila degli intransigenti, fece fallire le trattative, consapevole dell'appoggio logistico e finanziario di Cartagine, che non desiderava lo sbarco dell'esercito epirota in Sicilia, e conscio della capacità dell'esercito romano nel rimpiazzare le perdite senza problemi, a differenza dell'esercito di Pirro. A Pirro non rimaneva che cercare uno scontro decisivo che obbligasse Roma a piegarsi.

### La seconda sconfitta romana ad Ascoli di Puglia (279 a.C.)

Espansione romana in Italia centrale durante le guerre pirriche (280-275 a.C.)

Nel corso del 279 a.C. i Romani si scontrarono con Pirro ad Ascoli di Puglia, dove furono nuovamente sconfitti (persero 6 000 uomini) infliggendo tuttavia, in proporzione, perdite talmente alte alla coalizione greco-italico-epirota (3 500 soldati) che Pirro fu costretto a ripiegare per evitare ulteriori scontri coi romani che avrebbero assottigliato ulteriormente le sue forze. Si narra abbia dichiarato, alla fine della battaglia, «Ἂν ἔτι μίαν μάχην νικήσωμεν, ἀπολώλαμεν» («un'altra vittoria così sui Romani e sarò perduto¹»). Da questo episodio l'uso del termine "vittoria di Pirro" (o "vittoria pirrica") divenne proverbiale.
È forse in seguito a questi eventi che Romani e Cartaginesi decisero di stipulare un trattato di alleanza contro il comune nemico epirota. Polibio ci racconta infatti:
(Polibio, Storie, III, 25, 1-5.)

### L'intervento in Sicilia (278-276 a.C.)
278 a.C.Pirro ricevette due offerte allo stesso tempo: da un lato, le città greche di Sicilia gli proposero di estromettere i Cartaginesi (l'altra grande potenza del Mediterraneo occidentale) dalla metà occidentale dell'isola; dall'altro, i Macedoni gli chiesero di salire al trono di Macedonia al posto di re Tolomeo Cerauno, decapitato nell'invasione della Grecia e della Macedonia da parte dei Galli. Pirro giunse a conclusione che le opportunità maggiori venivano dall'avventura in Sicilia e decise, pertanto, di abbandonare l'Italia meridionale e andare in aiuto dell'isola, non avendo ottenuto però nessun trattato preciso dai romani. Al comando di un esercito di 37 000 uomini mosse da Agrigento verso Erice e la espugnò: caduta la città filo-cartaginese più fortificata, altre come Segesta si consegnarono all'epirota. Fu così nominato re di Sicilia, e i suoi piani prevedevano la spartizione dei territori fin lì conquistati tra i due figli, Eleno (a cui sarebbe andata la Sicilia) e Alessandro (a cui sarebbe andata l'Italia).
277 a.C.Cartagine aveva deciso di non difendere città come Palermo ed Eraclea Minoa, ma concentrò i suoi sforzi su Lilibeo, città che veniva rifornita via mare: fu così possibile ai fenici di sostenere l'assedio posto da Pirro.
276 a.C.Il re epirota intavolò trattative coi cartaginesi. Per quanto essi fossero già pronti a venire a patti con Pirro, e fornirgli denaro e navi quando fossero stati ripristinati rapporti amichevoli, questi richiese che tutti i cartaginesi lasciassero l'isola per fare del mare una linea di confine tra punici e greci. Al loro rifiuto seguì l'assedio infruttuoso di Lilibeo che, unito al suo comportamento dispotico nei confronti delle colonie siceliote, causò un'ondata di risentimento nei suoi confronti: Pirro fu costretto ad abbandonare la Sicilia inseguito dai Cartaginesi ed a tornare in Italia, senza fra l'altro ottenere cospicui rinforzi, perché fino a quel momento le città greche che aveva preteso di proteggere non riuscirono mai a concordarsi fra di loro per sostenere lo sforzo bellico comune. Il mancato successo finale produsse uno scollamento tra Pirro ed i sicelioti ed egli dovette tornare in Italia prendendo come pretesto la richiesta d'aiuto di Taranto.
Durante il trasferimento delle truppe, i Cartaginesi ne approfittarono per attaccarlo sul mare, così che l'esercito di Pirro, nella Battaglia dello Stretto di Messina subì gravissime perdite.

### Fine della guerra: la battaglia diMalventum
Nel frattempo Roma, sempre rifornita abbondantemente da Cartagine, rioccupava senza colpo ferire tutto il territorio precedentemente perduto in Puglia ed in Lucania. Sedata definitivamente la ribellione degli Oschi e dei Sanniti (la componente stanziata al confine tra le attuali Campania e Puglia), arrivò nell'inverno del 276 a.C. a porre nuovamente sotto assedio Taranto, per terra e questa volta anche per mare, complice la flotta cartaginese. I tarantini invocarono nuovamente l'aiuto di Pirro, che dovette dunque abbandonare la Sicilia e sbarcare in Lucania.
275 a.C.Lo scontro definitivo con Roma avvenne nel Sannio, a Malventum nella tarda primavera di quest'anno. L'intento di Pirro era quello di far togliere l'assedio a Taranto minacciando direttamente Roma. Ma i romani, intuita la strategia dell'epirota, non solo non tolsero l'assedio a Taranto, bensì risposero inviandogli contro tutte le legioni stanziate in Etruria, devastando l'esercito avversario che non disponeva più degli elefanti, tutti eliminati nelle azioni di guerriglia seguite allo scontro di Ascoli, che era stato logorato da anni di guerre e che era provato nel morale per gli insuccessi strategici.
Pirro, per non cadere prigioniero dei romani, dovette far ritorno precipitosamente nel suo regno con quanto rimaneva del suo esercito.

## Conseguenze
A causa della sconfitta Pirro abbandonò la campagna d'Italia e tornò in Epiro, dove, non pago del grave prezzo in uomini, denaro e mezzi della sua avventura a Occidente, due anni dopo preparò un'altra spedizione bellica contro Antigono II Gonata: il successo fu facile e Pirro tornò a sedersi sul trono macedone, dove morì di lì a poco mentre tentava di conquistare il Peloponneso. Taranto rimase sotto assedio altri tre anni, capitolando nel 272 a.C., e di lì a poco tutto il resto dell'Italia meridionale passò nell'orbita dell'Urbe (Reggio fu presa nel 271 a.C.): Roma aveva completato la sottomissione della Magna Grecia e la conquista di tutta l'Italia meridionale. In seguito alla vittoria romana la città di Maleventum divenne colonia (268 a.C.) e ribattezzata Beneventum (da cui l'odierna Benevento), nome più adeguato alla felice circostanza.
(Polibio, Storie, I, 6, 7.)
L'integrazione della Magna Grecia nel dominio della Repubblica Romana fu l'inizio di varie evoluzioni sociali per la città, che accoglieva così molti più greci con la loro cultura che avrebbe in seguito influenzato la stessa società romana.
Ma mise anche Roma a diretto contatto con la Sicilia, divisa fra i greci e i cartaginesi, situazione che avrebbe in seguito condotto alle guerre puniche.
A seguito della guerra vennero fatti molti prigionieri, tra cui lo scrittore Livio Andronico, che dopo la guerra divenne schiavo di Marco Livio Salinatore.